# Никандрова Благовещенская пустынь
Благовещенская Никандрова пустынь — православный монастырь Псковской епархии Русской православной церкви, в честь преподобного Никандра пустынножителя, расположенный в Псковской области (в 37 км от Порхова, на реке Демьянке и в 70 километрах к северо-востоку от Пскова).

## История
Монастырь основан в 1584 году на месте подвига преподобного Никандра, в крещении Никона (1507—1581), где он провёл в молитве почти полвека.
Спустя два с половиной года после кончины Никандра в хижине при его гробе поселился некий мирянин, впоследствии принявший постриг с именем Исаиа. Новгородский архиепископ Александр рукоположил Исаию в иеромонаха, а затем посвятил в игумена новой обители. Монастырь назвали Никандровой пустынью.
Самым древним упоминанием монастыря считается «обельная» грамота царя Феодора Иоанновича, датированная декабрём 7106 (1598) года, адресованная первому игумену пустыни Исаие, которая освобождала монастырь от земельных податей, закрепляя за ним земли «в Порховском уезде в Михайловском погосте».
В 1665 году поляки разорили обитель, монахов побили и удержали на год в плену игумена.
31 марта 1673 года деревянная пустынь почти полностью сгорела.
Благодаря подаяниям в обители вместо деревянных церквей были устроены уже каменные. Монастырь расширился.
29 июня 1687 года по просьбе игумена Евфимия с братией по приказу Патриарха Иоакима совершено освидетельствование мощей преподобного Никандра, которые были обретены нетленными. Постановлено было праздновать память преподобного Никандра в день храмового праздника Благовещения Богородицы и в день его преставления 24 сентября. В дальнейшем в обители стали отмечать и день обретения его мощей.
В 1764 года монастырь поставлен был в степень безокладной заштатной пустыни, и лишился 390 крестьянских душ и многочисленных земельных владений.
При начавшемся в 1781 году размежевании Псковской губернии, монастырю удалось вернуть почти все земли и угодья, пожалованные царём Алексеем Михайловичем вокруг монастыря на пять вёрст.
В 1800 году пустынь причислена к капитулу Ордена Святого Иоанна Иерусалимского с ежегодным пенсионом в две тысячи рублей (выплачивался и по кончине императора Павла Петровича); стала ставропигиальной, в непосредственном подчинении Синода. Однако в 1808 году Святейший Синод видя, что с момента передачи ему монастыря он только «обременён разбирательством мелочных ссор и неприятностей между настоятелем и монашествующими; а принимаемые меры не привели ни к чему», попросил императора о возвращении пустынь в епархиальное ведомство, что и было утверждено высочайшим указом от 7 августа.
Своего расцвета Никандрова пустынь достигла во времена архимандрита Игнатия Васильева (1853—1870). В 1855 года при архимандрите Игнатии установлен ежегодный крестный ход из пустыни в Порхов с иконой преподобного Никандра.

Открытка с видом Никандровой пустыни, начало XX века

9 ноября 1928 года принято решение об окончательном закрытии монастыря и выселении оставшихся монахов. Постройки монастыря были проданы на слом 13-й лёгкой танковой бригаде, базировавшейся на окраине Порхова, и были использованы для строительства военного городка.
В 1942—1943 годах, в условиях немецко-фашистской оккупации, были начаты работы по восстановлению пустыни, но после изгнания оккупантов советская власть пресекла эту инициативу.

### Возрождение обители
Обитель начала возрождаться в 2000 году. В 2001 года создан попечительский совет возрождающегося монастыря.
В 2002 года у ворот воздвигнута и освящена первая церковь — деревянная в честь иконы Богоматери «Взыскание погибших».
В сентябре 2003 года наместником пустыни назначен игумен Спиридон (Иващенко).
В 2005 году построена и освящена часовня над источником во имя преподобного Александра Свирского. 28 мая 2005 года совершен под началом архиепископа Евсевия крестный ход в память 150-летия установления крестного хода из пустыни в Порхов.
7 октября 2010 года торжественно освящён каменный собор Благовещения Пресвятой Богородицы (заложен в 2007 году).
11 октября 2023 года священноархимандритом и игуменом монастыря назначен Арсений (Перевалов).

## Постройки

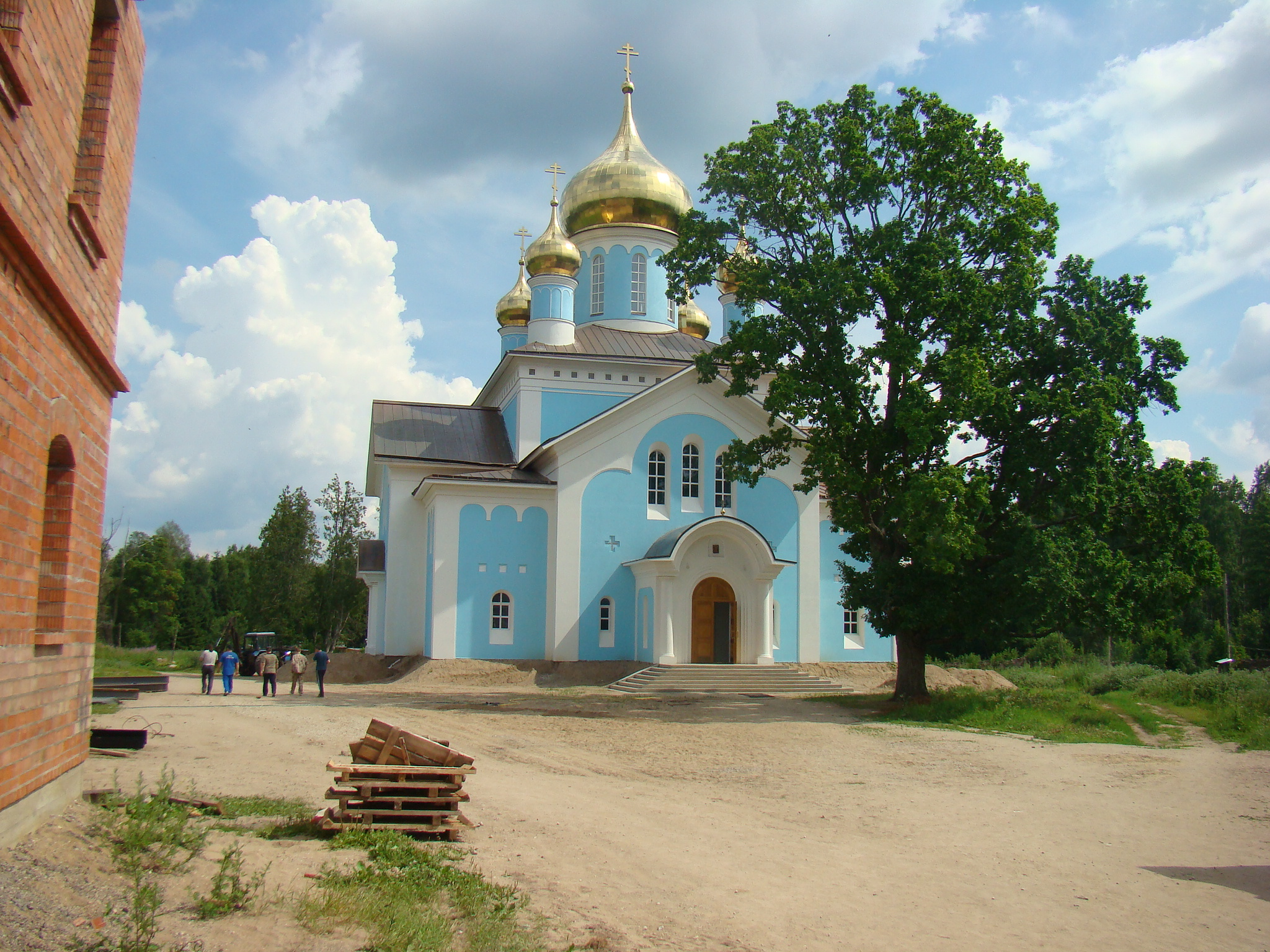
Благовещенский собор

- Благовещенский собор (освящен 7 октября 2010 г.). Действующий[4].
- Церковь иконы Божией Матери «Взыскание погибших» (деревянная). Действующая.
- Церковь Царственных мучеников (деревянная). Действующая.

## Святые источники
На территории монастыря расположены святые источники во имя Апостолов Петра и Павла, преподобного Александра Свирского, преподобного Никандра пустынножителя и источник Иконы Казанской Божией Матери (называемый в народе «глазной» источник).